# YAK-Service-Flug 9633
Der YAK-Service-Flug 9633  war ein Charterflug, auf dem am 7. September 2011 eine Jakowlew Jak-42D (Luftfahrzeugkennzeichen RA-42434) beim Start vom Flughafen Tunoschna bei Jaroslawl in Russland verunglückte.
Besondere Aufmerksamkeit erregte der Unfall, weil nahezu die gesamte Mannschaft des Eishockeyclubs Lokomotive Jaroslawl ums Leben kam.

## Unfall und Ursache

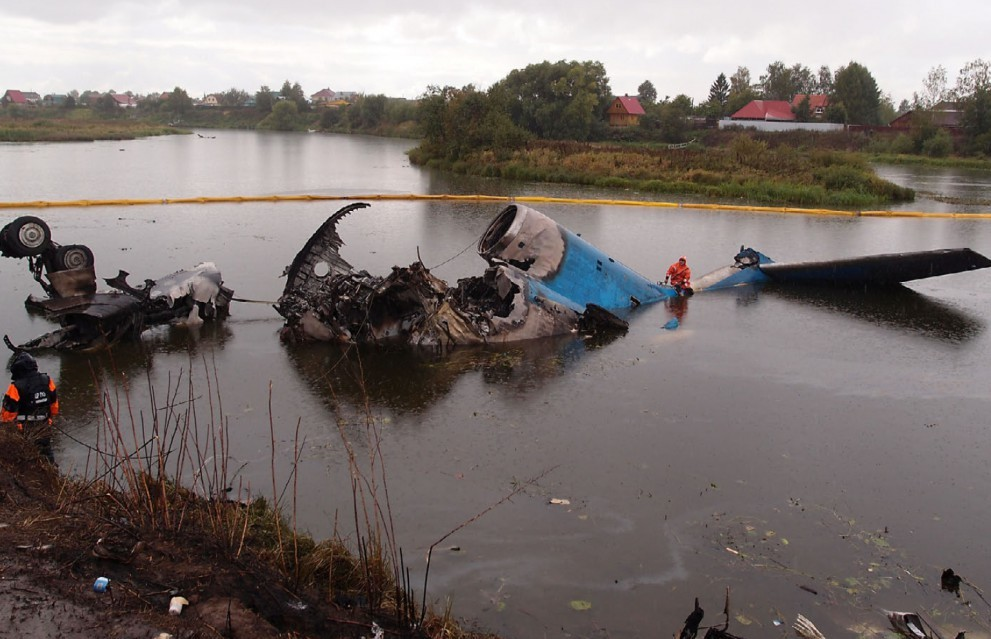
Das Wrack der Jak-42 RA-42434

Der Unfall ereignete sich gegen 16:05 Uhr Ortszeit beim Start vom Flughafen Tunoschna bei Jaroslawl. Die Jakowlew Jak-42D der Fluggesellschaft YAK Service (russisch Як-Сервис) rollte beim Start über das Ende der Startbahn hinaus und hob erst vom dahinterliegenden Kiesstreifen ab. Danach gewann das Flugzeug nach Augenzeugenberichten kaum an Höhe und kollidierte mit einer Antenne, worauf es zerbrach und unweit der Mündung der Tunoschonka in einen Seitenarm der Wolga stürzte.
Der Unfall wurde durch Pilotenfehler verursacht. Einer der Piloten betätigte unbeabsichtigt und unerkannt die Bremsen während des Startlaufs. Außerdem hatte der Copilot Medikamente im Blut, die das Reaktionsvermögen und die Flugtauglichkeit beeinträchtigen.
An Bord befanden sich 45 Personen: 37 Mitglieder der Eishockeymannschaft Lokomotive Jaroslawl und 8 Besatzungsmitglieder. 43 Personen wurden bei dem Unfall unmittelbar getötet, 2 überlebten zunächst schwer verletzt: der Stürmer Alexander Galimow und der Flugzeugmechaniker Alexander Sisow. Fünf Tage nach dem Unfall erlag auch Alexander Galimow seinen Verletzungen.
Die Eishockeymannschaft war auf dem Weg in die belarussische Hauptstadt Minsk, wo ihr erstes Meisterschaftsspiel der Saison 2011/12 gegen den HK Dinamo Minsk hätte stattfinden sollen.

## Auswirkungen
- In Russland wurde der Flugbetrieb mit baugleichen Maschinen zum Zweck einer einmaligen Überprüfung bis auf weiteres eingestellt.[10]
- Der russische Präsident Medwedew forderte nach dem Unfall eine radikale Reform der russischen Zivilluftfahrt mit dem Ziel, die Sicherheit zu verbessern.[7]
- Der Unfall ereignete sich am Tag des Auftakts der Saison 2011/12 der Kontinentalen Hockey-Liga. Die traditionelle Auftaktpartie um den Kubok Otkrytija zwischen dem amtierenden Gagarin-Pokal-Sieger Salawat Julajew Ufa und dem Vizemeister Atlant Mytischtschi wurde nach Bekanntwerden des Unfalls durch die Offiziellen nach 12:13 gespielten Minuten im ersten Drittel beim Stand von 1:0 für Ufa zunächst unter- und dann abgebrochen.[11]
- Die Ligenleitung der Kontinentalen Hockey-Liga (KHL) gab am Tag nach dem Unfall zunächst bekannt, dass der Spielbetrieb bis auf weiteres eingestellt werde. Der Saisonauftakt wurde somit auf unbestimmte Zeit verschoben.[12] Wenig später wurde der Saisonbeginn auf den 12. September terminiert.[13]
- Obgleich der Verein Lokomotive Jaroslawl fast sein komplettes Team bei dem Unfall verlor, kündigte der KHL-Präsident Wjatscheslaw Fetissow am 8. September an, dass bereits am 11. September die Mitglieder des neuen Kaders vorgestellt würden. Damit wäre auch die zugesagte Teilnahme an der am 12. September beginnenden KHL-Saison verbunden gewesen.[14] Drei Tage nach dem Unfall verkündete Teampräsident Juri Jakowlew, dass Lokomotive Jaroslawl auf Leihspieler verzichtet und in der KHL-Saison 2011/12 vom Spielbetrieb aussetzt.[15] Jedoch soll die neu formierte Mannschaft ab Dezember 2011 zum Neuaufbau in der zweitklassigen Wysschaja Hockey-Liga antreten und für deren Play-offs automatisch gesetzt sein.[16]
- Der Kubok Otkrytija (Eröffnungspokal), an dessen Austragungstag der Unfall geschah, wurde in Lokomotive-Pokal umbenannt.[17]

## Passagierliste

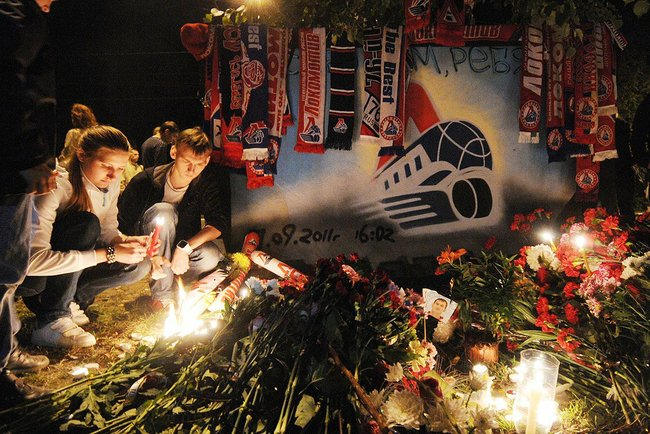
Menschen entzünden Kerzen vor der Arena 2000 in Jaroslawl

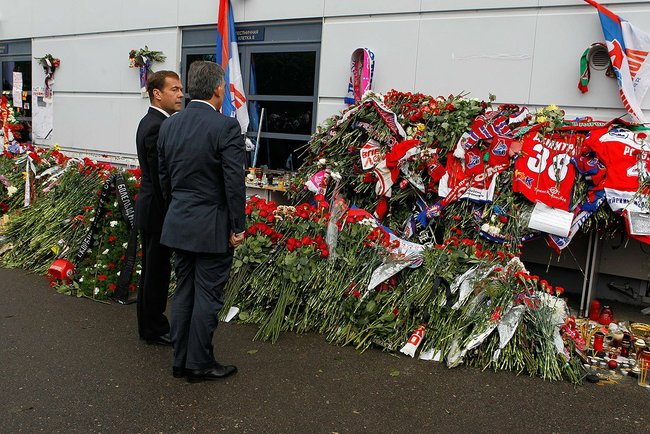
Der russische Präsident Dmitri Medwedew und der türkische Präsident Abdullah Gül legen am 8. September Blumen vor der Arena 2000 ab

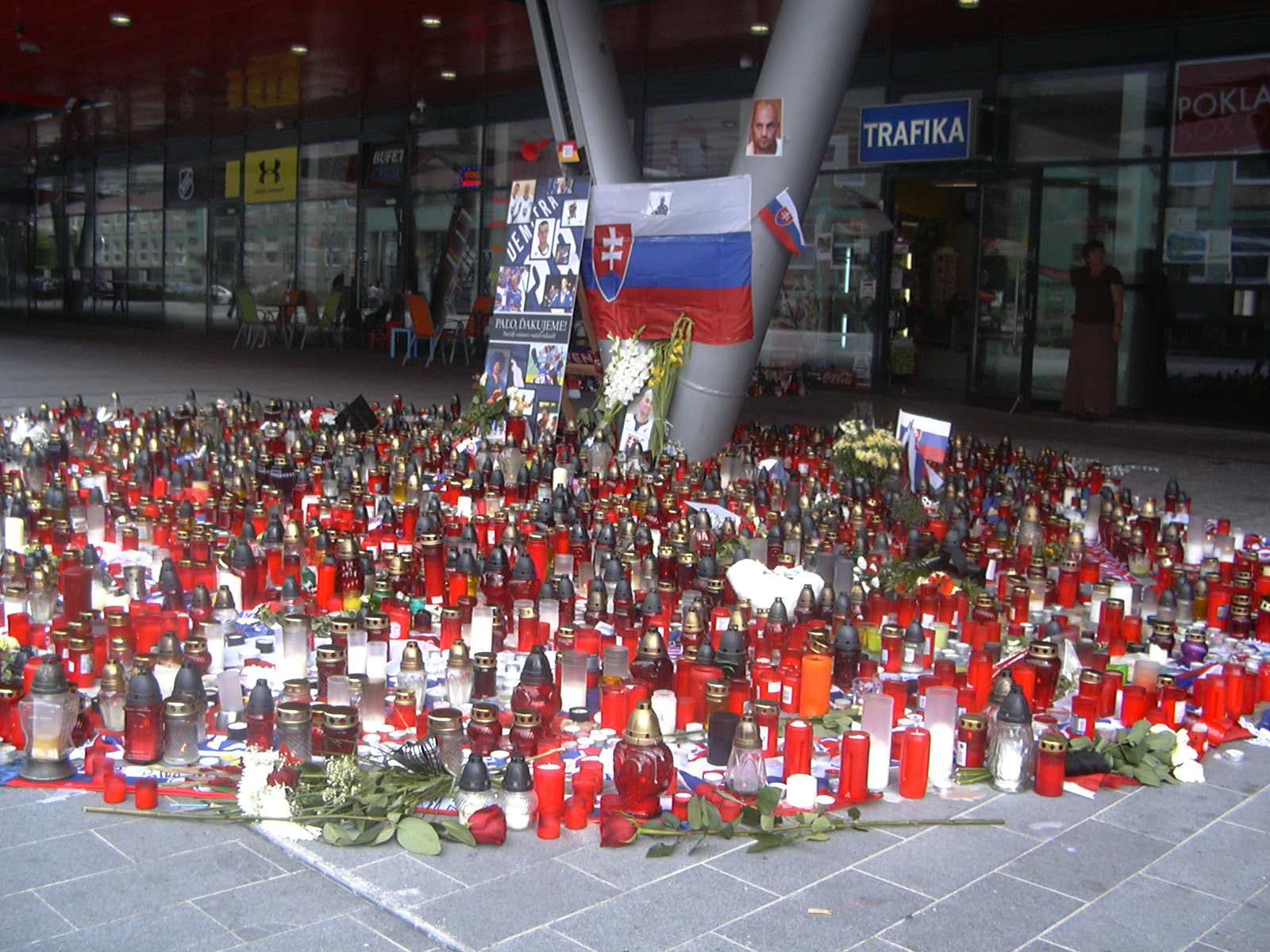
Kerzen und Blumen am Zimný štadión Ondreja Nepelu in Bratislava für den Verstorbenen Pavol Demitra

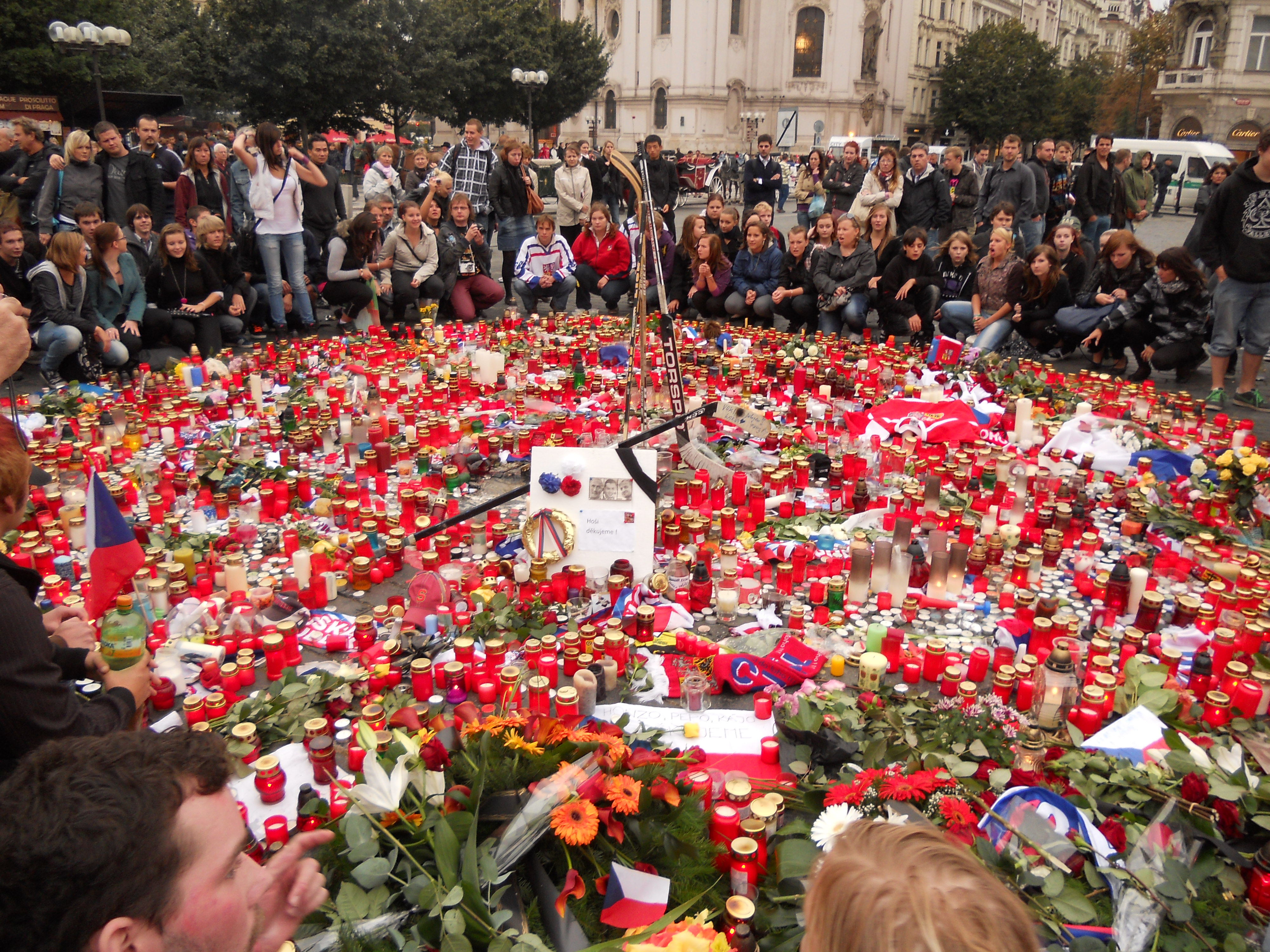
Gedenkstätte für Jan Marek, Karel Rachůnek, Pavol Demitra und Josef Vašíček auf dem Altstädter Ring in Prag

Laut Medienberichten waren folgende Personen an Bord:

### Spieler
| Name                | Alter | Nationalität     | Position       |
| ------------------- | ----- | ---------------- | -------------- |
| Witali Anikejenko   | 24    | Russland Ukraine | Verteidiger    |
| Michail Balandin    | 31    | Russland         | Verteidiger    |
| Pavol Demitra       | 36    | Slowakei         | Center         |
| Robert Dietrich     | 25    | Deutschland      | Verteidiger    |
| Alexander Galimow   | 26    | Russland         | Rechter Flügel |
| Artjom Jartschuk    | 21    | Russland         | Linker Flügel  |
| Marat Kalimulin     | 23    | Russland         | Verteidiger    |
| Alexander Kaljanin  | 23    | Russland         | Rechter Flügel |
| Andrei Kirjuchin    | 24    | Russland         | Rechter Flügel |
| Nikita Kljukin      | 21    | Russland         | Center         |
| Stefan Liv          | 30    | Schweden         | Torwart        |
| Jan Marek           | 31    | Tschechien       | Center         |
| Sergei Ostaptschuk  | 21    | Russland Belarus | Linker Flügel  |
| Karel Rachůnek      | 32    | Tschechien       | Verteidiger    |
| Ruslan Salej        | 36    | Belarus          | Verteidiger    |
| Maxim Schuwalow     | 18    | Russland         | Verteidiger    |
| Kārlis Skrastiņš    | 37    | Lettland         | Verteidiger    |
| Pawel Snurnizyn     | 19    | Russland         | Stürmer        |
| Daniil Sobtschenko  | 20    | Russland Ukraine | Center         |
| Iwan Tkatschenko    | 31    | Russland         | Linker Flügel  |
| Pawel Trachanow     | 33    | Russland         | Verteidiger    |
| Gennadi Tschurilow  | 24    | Russland         | Center         |
| Juri Urytschew      | 20    | Russland         | Verteidiger    |
| Josef Vašíček       | 30    | Tschechien       | Center         |
| Alexander Wassjunow | 23    | Russland         | Linker Flügel  |
| Olexander Wjuchin   | 38    | Russland Ukraine | Torwart        |

### Trainer- und Betreuerstab
| Name                  | Alter | Nationalität | Position                 |
| --------------------- | ----- | ------------ | ------------------------ |
| Juri Bachwalow        | 47    | Russland     | Videoanalyst             |
| Alexander Beljajew    | 48    | Russland     | Physiotherapeut Zeugwart |
| Alexander Karpowzew   | 41    | Russland     | Assistenztrainer         |
| Igor Koroljow         | 41    | Russland     | Assistenztrainer         |
| Mikalaj Krywanossau   | 31    | Belarus      | Fitnesstrainer           |
| Jewgeni Kunnow        | 32    | Russland     | Physiotherapeut          |
| Wjatscheslaw Kusnezow | 27    | Russland     | Physiotherapeut          |
| Brad McCrimmon        | 52    | Kanada       | Cheftrainer              |
| Wladimir Piskunow     | 52    | Russland     | Offizieller              |
| Jewgeni Sidorow       | 43    | Russland     | Taktikanalyst            |
| Andrei Simin          | 49    | Russland     | Arzt                     |

### Besatzung
| Name                 | Position           |
| -------------------- | ------------------ |
| Wladimir Matjuschkin | Flugingenieur      |
| Nadeschda Maxumowa   | Flugbegleiterin    |
| Jelena Sarmatowa     | Flugbegleiterin    |
| Jelena Schalina      | Flugbegleiterin    |
| Igor Schewelow       | Kopilot            |
| Sergei Schurawljow   | Flugbegleiter      |
| Alexander Sisow      | Flugzeugmechaniker |
| Andrei Solomenzew    | Flugkapitän        |

## Verfilmung
Im Jahr 2012 wurde der Unfall als neunte Folge der 12. Staffel als Lokomotiv Hockey Team Disaster auf Englisch und als Katastrophe in Russland auf Deutsch bei der kanadischen Fernsehserie Mayday – Alarm im Cockpit nachgestellt.